# ラジオ・チャリティ・ミュージックソン (ラジオ福島)
『ラジオ・チャリティ・ミュージックソン』は、ラジオ福島（rfc）で毎年12月24日から12月25日にわたって放送されるチャリティーラジオ番組。ニッポン放送ほかで同日に放送される「ラジオ・チャリティ・ミュージックソン」の福島ローカル版（企画ネット番組）である。

## 概要
- 会場は、福島・郡山に拠点が設けられる。以前は、会津若松やいわきにも設けていた。また、郡山会場は郡山総支社で実施した年もあった。
  - 福島会場：ラジオ福島スタジオ
  - 郡山会場：ビッグパレットふくしま

### 特徴
- ラジオ福島では24時間の生放送を含む一連の募金活動を「通りゃんせ基金キャンペーン」という名称で行っている。
- 2006年度までは、福島・郡山・会津若松・いわきの各都市に放送拠点を設け、それぞれの拠点より独立した内容で放送し、募金を呼びかけていたが、2007年度より放送拠点を福島・郡山に集約し、県内各地からの中継を折り込みつつ、両拠点より交互に放送する形式に変更した。
- 2006年度までの放送中はCMも含め定時通常番組を休止していたが、2007年度からは定時通常番組スポンサーのCMを放送している。
- 1991年には日本民間放送連盟賞放送活動部門（ラジオ）で「愛の輪広げて14年・ラジオ・チャリティ・ミュージックソンの歩み」が優秀賞を受賞した。
- 毎年、サンタに扮したボランティア達がそれぞれのグループに分かれてリヤカーを引きながら募金を呼びかける「リヤカーサンタ」がある[注釈 1][注釈 2][注釈 3][注釈 4][注釈 5][注釈 6]。この活動が高く評価され、2004年に日本民間放送連盟賞放送活動部門（ラジオ）で入選[1]。なお、表彰は2004年に東京国際フォーラムで行われた民放大会で編成局長代理兼放送報道部長（当時）の大和田新が表彰盾を受け取った。
- 募金受付はラジオ福島の本社スタジオと県内にある支社と県内にある募金箱設置協力店・団体に直接持ち込み、東邦銀行本店・各支店に置いてある手数料無料の振込用紙にて振込み、12月24日・25日の生放送中にラジオ福島のスタジオと県内にある支社にて24時間の生放送中に募金の受付を行う。
- テーマ曲は開始当初はニッポン放送と同じニニ・ロッソの「夢のトランペット」だったが、現在は毎回独自のテーマソングが使われている[注釈 7]。

### 公営競技中継との兼ね合い
- 12月24日が日曜日の場合、中央競馬のGI有馬記念発走前後の時間帯のみ日経ラジオ社（ラジオNIKKEI：旧・日本短波放送。『中央競馬実況中継』）発のネット受けを行う。
- 2023年は、BOAT RACEのSGグランプリを伝える『BOATRACE LIVE』（文化放送発）も、本番組を一時中断してネット受けする。

## 放送
| - 放送拠点は福島会場がラジオ福島・本社スタジオで、郡山会場がラジオ福島・郡山支社、会津若松会場が若松ワシントンホテル、いわき会場がスパリゾート・ハワイアンズにそれぞれ設けられた。 |

| - 福島・郡山会場のコンサートのゲストに夏川りみが登場。いわき会場のミニコンサートのゲストに大泉逸郎が登場。 - 放送拠点は福島会場がラジオ福島・本社スタジオ、郡山会場がラジオ福島・郡山支社、若松会場が会津若松ワシントンホテル、いわき会場がいわきワシントンホテルにそれぞれ設けられた。 |

| - 放送拠点は福島会場がラジオ福島・本社スタジオ、郡山会場がラジオ福島・郡山支社、会津若松会場が会津若松ワシントンホテル、いわき会場がいわきワシントンホテルにそれぞれ設けられた。 |

| - 放送拠点は福島会場がラジオ福島・本社スタジオ、郡山会場がラジオ福島・郡山支社、会津若松会場が会津若松ワシントンホテル、いわき会場がいわきワシントンホテルにそれぞれ設けられた。 |

| - この年はラジオ福島のミュージックソンが30回目を迎えたことから、歴史に刻まれた「汗と涙のエピソード」が紹介された。 |

| - リスナーに対して、エピソードと共にマイソングを募り、番組内で紹介された。 |

| - 24日の深夜帯において25時-27時まではナインティナインのオールナイトニッポン・ミュージックソンスペシャルを、27時-29時まではミュージックソン初期のエピソードとその当時の流行歌を紹介するコーナーをそれぞれ放送した。 |

| - なお、募金受付初日の11月1日にはラジオ福島の社員たちが、福島駅東口と郡山駅西口にて、それぞれ募金活動を行った。 - 24日には福島会場にて幼児園児がオープニングで募金を持参した。また、福島県下JA4団体による野菜と果物の即売が行われ、売り上げの一部がミュージックソンに寄付される。その他にも、パンやおそば、豚汁の即売が行われた。 |

| - ゲストは福島会場に紅晴美・ave（エイヴ）、郡山会場に普天間かおり。 - スペシャルゲストに福島会場には福島県矢吹町出身で、ジャイアンツの選手として活躍し、引退後はジャイアンツのコーチや解説者としても活躍され、この度、12月9日に横浜DeNAベイスターズの監督に就任された中畑清と郡山会場にはタレントの大場久美子が登場。 - ふれあいキャラバンコーナー担当にみちのくボンガーズ。 - 普天間かおりが歌う東日本大震災復興支援ソング「Smile Again～ふれんどバージョン」のオリジナルCDが入ったフォトスタンドが、12月9日15時からラジオ福島の本社スタジオと郡山総支社の受付窓口にて1枚500円で販売。それに先駆けて、12月2日・12月5日-8日の期間限定で先行電話予約を実施。また、24時間の生放送実施時には、会津若松・いわきの各支社でも販売され、収益金の全額を「通りゃんせ基金」に寄付される。 - 募金受付初日には福島駅前と郡山駅前にてラジオ福島の社員・ボランティア40人が募金活動を行い、このうち、JR福島駅東口周辺では常務の佐久間修らおよそ25人がリスナーや通行人に募金への協力を呼び掛けた。 - 11月3日の文化の日には「2011年・通りゃんせ基金キャンペーン」の一環で、10月26日に発売される紅晴美の新曲・「どっこい夫婦節」の発表会が二本松市東和町の「東和文化センター」で行われ、同時に「通りゃんせ基金キャンペーン」の募金活動を行い、来場者に対し、募金を呼びかけた。 - なお、24日19時30分-21時にニッポン放送制作の「東日本大震災特別番組〜僕らは、どこかでつながっている〜」を放送。 - 24日21時から1時間は『ゲストはave』を生放送の形で放送。 |

| - 11月1日には、ラジオ福島の社員による街頭募金活動がJR福島駅前・JR郡山駅前にて行われ、社員やボランティアら、およそ40人が福島市、郡山市で街頭募金活動を繰り広げ、JR福島駅東口周辺では午前7時半から本多純一郎社長ら、およそ30人が募金箱を手に、通勤者らに協力を呼び掛けた。 - 11月16日には、「ラジオチャリティーミュージックソンスペシャル」として、「ave（エイヴ）」のソロ活動10周年記念コンサート・『ave 10thアニバーサリー コンサート 福の歌』が、福島市公会堂で開催された。 - ゲストには、福島会場が佐藤B作、堀下さゆり、郡山会場が白羽ゆり、福島及び郡山会場が普天間かおり、紅晴美、Yammy、越尾さくら、ave。 - この回は福島市の「パセナカ・ミッセ」に募金拠点を設置すると共に、ライブイベントを行った。 - また、みちのくボンガーズが「背負いカゴトナカイ」として、24日13時に郡山総支社から出発し、募金の呼びかけを行いながら、本社スタジオへは、25日11時30分に到着。 |

## パーソナリティ
- ラジオ福島アナウンサー（メイン進行をするアナウンサーが1～3時間おきに交代する形を取っている。）
  - 手塚伸一アナウンサー
  - 小川栄一アナウンサー
  - 深野健司アナウンサー
  - 森本庸平アナウンサー
  - 大和田新アナウンサー[注釈 14]
  - 鏡田辰也アナウンサー[注釈 15]
  - 石田久子アナウンサー
  - 海藤尚美アナウンサー
  - 井畑美穂子アナウンサー
  - 山地美紗子アナウンサー
  - 渡邊美香アナウンサー
  - 髙田優美アナウンサー
  - 佐藤成美アナウンサー
  - 嘉数夕稀子アナウンサー
  - 大本愛惟アナウンサー
- なすび
- 普天間かおり
- 菅野恵
- ふくしまボンガーズ
- 母心
- ぺんぎんナッツ
- MANAMI

## 福祉機器・教育機器寄贈
| 回     | 音の出る信号機 | 視覚障がい者用音声案内装置                                                                  | 募金総額     |
| ------ | --- | ------------------------------------------------------------------------------------------- | ------------ |
| 第1回  | 福島市 栄町・稲荷神社前 郡山市 郡山駅前・アーケード入口 会津若松市 神明通り北 いわき市 平駅前 原町市 本町 須賀川市 加治町                                            |                                                                                             |              |
| 第2回  | 福島市 本町・曾根田駅前 郡山市 中町・郡山駅前 会津若松市 神明神社前 いわき市 田町・湯本駅前 二本松市 二本松駅前                                                      |                                                                                             |              |
| 第3回  | 福島市 栄町・新町 郡山市 虎丸・鶴見垣 会津若松市 旧県立会津総合病院前（若松小田垣郵便局前） 白河市 中町 いわき市 南町・内郷駅前 喜多方市 喜多方駅前 相馬市 相馬駅前  |                                                                                             |              |
| 第4回  | 福島市 天神町 郡山市 営林署前・荒池入口 会津若松市 竹田綜合病院前 いわき市 菱川町 原町市 市役所入口                                                                  |                                                                                             |              |
| 第5回  | 福島市 置賜町・陣場町 郡山市 池の台 会津若松市 大町中央公園前 いわき市 合同庁舎前・合同庁舎西 原町市 旭町                                                            |                                                                                             |              |
| 第6回  | 福島市 中町 郡山市 検察庁東 会津若松市 馬場道下 いわき市 小太郎公園前・植田駅前 白河市 消防署前 保原町 保原町7丁目 矢吹町 矢吹町役場入口 会津坂下町 会津坂下町役場前 |                                                                                             |              |
| 第7回  | 福島市 栄町 郡山市 熱海町 会津若松市 会津若松市駅前東 いわき市 平月見町                                                                                              |                                                                                             |              |
| 第8回  | 福島市 曾根田町 郡山市 麓山 会津若松市 城前（県立博物館北） いわき市 常磐湯本町                                                                                      |                                                                                             |              |
| 第9回  | 福島市 栄町 会津若松市 年貢町 いわき市 小太郎町 |                                                                                             |              |
| 第10回 | 福島市 宮下町 郡山市 図景 会津若松市 滝沢町 いわき市 内郷綴町 |                                                                                             |              |
| 第11回 | 福島市 霞町 郡山市 菜根 会津若松市 一箕町（大塚山入口） いわき市 平梅香町 鏡石町 鏡石町大字鏡田                                                                      |                                                                                             |              |
| 第12回 | 福島市 新町 郡山市 体育館南 会津若松市 会津若松消防署前 いわき市 平尼子町                                                                                            |                                                                                             |              |
| 第13回 | 福島市 霞町 郡山市 並木 会津若松市 蚕養町（会津若松市立第一中学校前） いわき市 平童子町                                                                              |                                                                                             |              |
| 第14回 | 福島市 花園町 郡山市 桜木町 会津若松市 駅前町（会津若松駅前北） いわき市 小島町 原町市 本町                                                                          |                                                                                             |              |
| 第15回 | 福島市 新浜町 郡山市 鶴見垣 会津若松市 一箕町（郷の原交差点） 喜多方市 東川原田（喜多方市立図書館前） いわき市 平中町                                                |                                                                                             |              |
| 第16回 | 福島市 山森病院前 郡山市 桑野 会津若松市 千石町 いわき市 平双藤町 |                                                                                             |              |
| 第17回 | 福島市 三河南町 郡山市 麓山 会津若松市 花春町 いわき市 内郷綴町 |                                                                                             |              |
| 第18回 | 福島市 曾根田町 郡山市 開成 会津若松市 門田町（門田郵便局前） いわき市 内郷綴町                                                                                      |                                                                                             |              |
| 第19回 | 福島市 野田町 郡山市 並木 いわき市 内郷綴町 |                                                                                             |              |
| 第20回 | 福島市 荒町 郡山市 朝日 会津若松市 南千石町（御薬園西口） |                                                                                             |              |
| 第21回 | 福島市 天神町 会津若松市 一箕町（北柳原交差点） いわき市 紺屋町 |                                                                                             |              |
| 第22回 | 福島市 花園町 郡山市 桑野 白河市 横町・旧白河厚生総合病院前交差点（現：ヨークタウン白河横町前交差点）                                                                |                                                                                             |              |
| 第23回 | 福島市 福島駅西口交差点 会津若松市 村前 いわき市 関船町 | 福島市 ＪＲ福島駅東口広場 福島市 福島市森合飯坂街道県点字図書館入り口 福島市 県点字図書館前 | 10,199,921円 |
| 第24回 | 福島市 県文化センター前 郡山市 長者交番前 原町市 原町1小前 | 郡山市 郡山駅前西口広場2ヶ所                                                                | 10,052,875円 |
| 第25回 | 福島市 栄町 須賀川市 岡東町 白河市 新高山・メガステージ白河前交差点 喜多方市 七百刈                                                                                  | 会津若松市 会津若松駅前2ヶ所                                                                |              |
| 第26回 | 福島市 飯坂町 須賀川市 本町 会津若松市 神明通り北 浪江町 浪江駅前 西会津町 塚田                                                                                      | 福島市 福島駅西口エレベーター前 西口公園                                                    |              |
| 第27回 | 福島市 飯坂町御荷越 郡山市 堤3丁目 白河市 新白河駅前通り第2交差点 いわき市 平児童公園前                                                                              | 郡山市 郡山駅東口広場 須賀川市 須賀川駅前広場                                               |              |
| 第28回 | 福島市 上町 郡山市 大槻町御前南 会津若松市 居合団地入口（会津中央病院前） いわき市 小名浜花畑                                                                        | 西郷村 新白河駅東口                                                                         | 10,088,585円 |
| 第29回 | 福島市 三河北町 郡山市 菜根一丁目 いわき市 植田町中央二丁目 | 福島市 福島駅東口前                                                                         |              |
| 第30回 | 福島市 渡利字番匠町 白河市 中町・常陽銀行白河支店前交差点 会津若松市 居合郵便局前 いわき市 内郷綴町フジタナの宮入口                                                  | 白河市 白河駅前                                                                             |              |
| 第31回 | 福島市 飯坂町アポロガス前 田村市 学園通り中央通り交差点 須賀川市 大黒町交差点 いわき市 本町通3丁目                                                                   | 二本松市 二本松駅前                                                                         |              |
| 第32回 | 福島市 福島サティ前（現：イオン福島店前） 福島市 平和通り大原綜合病院前 鏡石町 鏡石町役場前交差点                                                                    | いわき市 いわき駅前                                                                         |              |
| 第33回 | 郡山市 旧星総合病院前（大町）交差点 三春町 三春交流館まほら交差点 | 喜多方市 喜多方駅前                                                                         |              |
| 第34回 | |                                                                                             |              |
| 第35回 | 相馬市 刈敷田団地入口交差点 福島市 渡利・天神渡バス停前 | 南相馬市 ゆめはっと前                                                                       |              |
| 第36回 | 南相馬市 原町郵便局前交差点 会津若松市 白虎通り短大南交差点 | 郡山市 磐梯熱海駅前                                                                         |              |
| 第37回 | 南会津町 会津田島駅前 福島市 福島県自治会館前 | いわき市 湯本駅前                                                                           |              |
| 第38回 | 郡山市 東部幹線、美術館通り交差点 | 玉川村 福島空港                                                                             |              |
| 第39回 | いわき市 平・銀座通り交差点 |                                                                                             |              |
| 第40回 | 本宮市 本宮第一分団屯所前交差点 |                                                                                             |              |
| 第41回 | いわき市 内郷高坂町 伊達市 保原駅前 | 西郷村 新白河駅高原口                                                                       | 7,069,619円  |
| 第42回 | 福島市 ヤクルト本社福島工場前交差点 会津若松市 西若松駅前交差点 | 南相馬市 南相馬市立中央図書館前                                                             | 5,336,801円  |
| 第43回 | 郡山市 郡山駅前 白河市 新白河駅前通り |                                                                                             | 4,332,262円  |

これまでに寄贈した音の出る信号機は165基